# Hesydrus yacuiba
Hesydrus yacuiba là một loài nhện trong họ Trechaleidae.
Loài này thuộc chi Hesydrus. Hesydrus yacuiba được miêu tả năm 2005 bởi Carico.